# James T. Conway
James Terry Conway, (n. el 26 de diciembre de 1947) es un general retirado del Cuerpo de Marines de Estados Unidos (de cuatro estrellas) que sirvió como el comandante 34 de la Infantería de Marina desde 2006 hasta su jubilación en 2010, y al mismo tiempo como miembro de la Junta de Jefes de Estado Mayor.

## Carrera
Antes de ser nombrado comandante, Conway se desempeñó como director de Operaciones (J-3) en el Estado Mayor Conjunto. Entre sus publicaciones anteriores se comandante general de la I Fuerza Expedicionaria de Marina entre 2002 y 2006, que incluyó dos viajes de combate en Irak, el general en jefe de la 1.ª División de Marina, y el presidente de la Universidad del Cuerpo de Marines.
Durante la primera batalla de Faluya en 2004 Conway fue uno de los comandantes de las fuerzas estadounidenses en dicha batalla.